# Beatyfikowani i kanonizowani przez Urbana VIII
Beatyfikowani i kanonizowani przez Urbana VIII – święci i błogosławieni wyniesieni na ołtarze w czasie pontyfikatu Urbana VIII.

## 1624
12 sierpnia
- Bł. Jakub z Marchii

23 listopada
- Bł. Franciszek Borgiasz

## 1625
25 lutego
- Bł. Kolumba z Rieti

23 marca
- Bł. Serapion (zatwierdzenie kultu)

10 czerwca
- Bł. Andrzej Avellino

1 października
- Bł. Feliks z Kantalicjo

5 listopada
- Bł. Rajmund Nonnat (zatwierdzenie kultu)

## 1626
8 maja
- Bł. Maria Magdalena de’ Pazzi

24 czerwca
- Św. Elżbieta Aragońska

## 1627
14 września
- Bł. Męczennicy z Nagasaki:
  - Bł. Antoni Deynam
  - Bł. Bonawentura z Miyako
  - Bł. Filip od Jezusa de Las Casas
  - Bł. Franciszek Blanco
  - Bł. Franciszek Fahelante
  - Bł. Franciszek od bł. Michała de la Parilla
  - Bł. Franciszek z Miyako
  - Bł. Gabriel z Duisko
  - Bł. Gonsalwy Garcia
  - Bł. Jakub Kisai
  - Bł. Jan Kisaka
  - Bł. Jan Sōan
  - Bł. Joachim Sakakibara
  - Bł. Kosma Takeya
  - Bł. Leon Karasuma
  - Bł. Ludwik Ibaraki
  - Bł. Maciej z Miyako
  - Bł. Marcin od Wniebowstąpienia a’Aguirre
  - Bł. Michał Kozaki
  - Bł. Paweł Ibaraki
  - Bł. Paweł Miki
  - Bł. Paweł Suzuki
  - Bł. Piotr Chrzciciel Blázquez
  - Bł. Piotr Sukejirō
  - Bł. Tomasz Dangi
  - Bł. Tomasz Kozaki

1 października
- Bł. Ryta z Cascii

## 1628
30 września
- Św. Piotr Nolasco (zatwierdzenie kultu)

## 1629
22 kwietnia
- Św. Andrzej Corsini

8 października
- Bł. Kajetan z Thieny

## 1630
21 września
- Bł. Jan Boży

## 1643
16 maja
- Bł. Jozafat Kuncewicz